# Otacílio Gonçalves da Silva Junior
Otacílio Gonçalves, właśc. Otacílio Gonçalves da Silva Junior (ur. 16 czerwca 1940 w Santa Maria) – brazylijski trener piłkarski.

## Kariera trenerska
Karierę szkoleniowca rozpoczął w 1984 roku. Trenował kluby SC Internacional, Athletico Paranaense, Coritiba, Grêmio, Pinheiros.
Jesienią 1989 stał na czele narodowej reprezentacji Kuwejtu (znany jako Otta Saver), z którą pracował do 1990 roku. Potem prowadził kluby Portuguesa, Paraná Clube, SE Palmeiras, Atlético Mineiro, japoński Yokohama Flügels, Gama i Santa Cruz.

## Sukcesy i odznaczenia

### Sukcesy trenerskie
Internacional
- mistrz Campeonato Gaúcho: 1984

Athletico Paranaense
- mistrz Campeonato Paranaense: 1985

Pinheiros
- mistrz Campeonato Paranaense: 1987

Grêmio
- mistrz Campeonato Gaúcho: 1988

Paraná
- mistrz Campeonato Paranaense: 1991, 1995
- mistrz Campeonato Brasileiro Série B: 1992